# Codice ATC C
Il codice ATC C dell'apparato cardiovascolare è una sezione del sistema di classificazione Anatomico Terapeutico e Chimico, un sistema di codici alfanumerici sviluppato dall'OMS per la classificazione dei farmaci e altri prodotti medici.
Codici per uso veterinario (codici ATC) possono essere creati, attraverso una lettera Q posta di fronte al codice ATC umano: QC ...
Numeri nazionali della classificazione ATC possono includere codici aggiuntivi non presenti in questa lista, che segue la versione OMS.
C Apparato circolatorio

C01 - La terapia cardiaca

C02 - Antipertensivi

C03 - Diuretici

C04 - Vasodilatatori periferici

C05 - Vasoprotettori

C07 - Beta-bloccanti

C08 - Calcio-antagonisti

C09 - Farmaci per il sistema renina-angiotensina

C10 - Farmaci agenti sui Lipidi